# Wallis (Texas)
Wallis é uma cidade localizada no estado norte-americano de Texas, no Condado de Austin.

## Demografia
Segundo o censo norte-americano de 2000, a sua população era de 1172 habitantes.
Em 2006, foi estimada uma população de 1282, um aumento de 110 (9.4%).

## Geografia
De acordo com o United States Census Bureau tem uma área de
4,0 km², dos quais 4,0 km² cobertos por terra e 0,0 km² cobertos por água. Wallis localiza-se a aproximadamente 39 m acima do nível do mar.

## Localidades na vizinhança
O diagrama seguinte representa as localidades num raio de 20 km ao redor de Wallis.